# Shimazu Yoshihiro
Shimazu Yoshihiro (島津 義弘?  21 de agosto de 1535 - 30 de agosto de 1619) fue el segundo hijo de Shimazu Takahisa y el hermano menor de Shimazu Yoshihisa. Tradicionalmente se cree que fue el decimoséptimo jefe del clan Shimazu, fue un general hábil durante el periodo Sengoku y el periodo Azuchi-Momoyama que contribuyó en gran medida a la unificación de Kyūshū.

## Primeros años y ascenso

Mon del clan Shimazu

Se dice que nació en el castillo de Izaku en 1535. Era el señor del castillo al mando del castillo de Iino.
Yoshihiro junto con Niiro Tadamoto derrotaron al clan Itō en la Batalla de Kizaki, en 1572, y derrotaron al clan Otomo con sus hermanos en 1578 en la Batalla de Mimigawa.  En 1587, frente a las tropas de Toyotomi Hideyoshi que buscaban pacificar Kyūshū, Yoshihiro presionó para la guerra incluso después de que su hermano y jefe del clan Yoshihisa se rindiera. Después de que Yoshihisa pidiera repetidamente la rendición, Yoshihiro finalmente aceptó. Después de que Yoshihisa se convirtiera en monje budista, se creyó que se convirtió en el jefe del clan, aunque el poder real permaneció en manos de Yoshihisa.

## Servicio bajo el mando de Hideyoshi

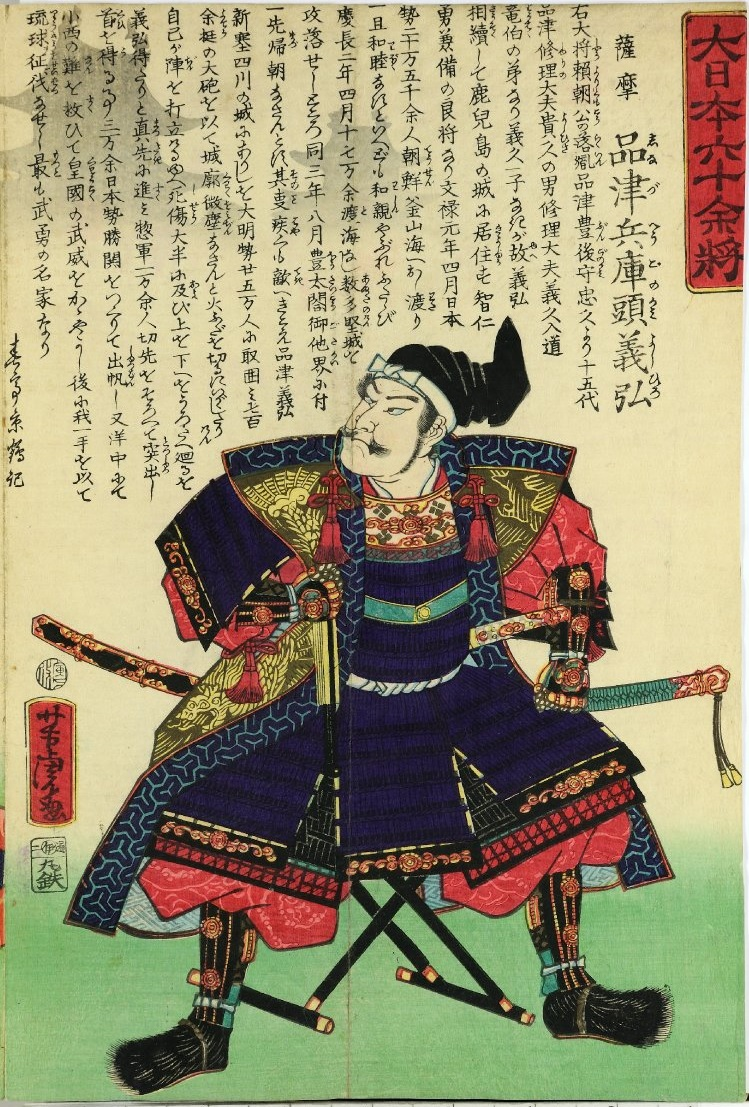
Ukiyo-e de Shimazu Yoshihiro

Había sido un general dispuesto y hábil bajo el mando de Toyotomi Hideyoshi. Tanto en 1592 como en 1597, durante la Guerra Imjin, Yoshihiro puso pie en la península de Corea y llevó a cabo con éxito una serie de batallas. En 1597, trabajando junto con Tōdō Takatora, Katō Yoshiaki y Konishi Yukinaga, Yoshihiro derrotó a la armada de Won Kyun. En la Batalla de Sacheon (泗川) en 1598, enfrentándose a un ejército Ming de 37.000 hombres, Yoshihiro los derrotó con solo 7.000 soldados. En la batalla final de la guerra en 1598, la Batalla de Noryang, el objetivo de Yoshihiro era cruzar el estrecho de Noryang, unirse con Konishi y retirarse a Japón. El almirante coreano Yi Sun-sin que había obstruido a Yoshiaki murió en esta batalla. Después, Yoshihiro rescató a los comandantes japoneses y regresó a Japón.

## Batalla de Sekigahara

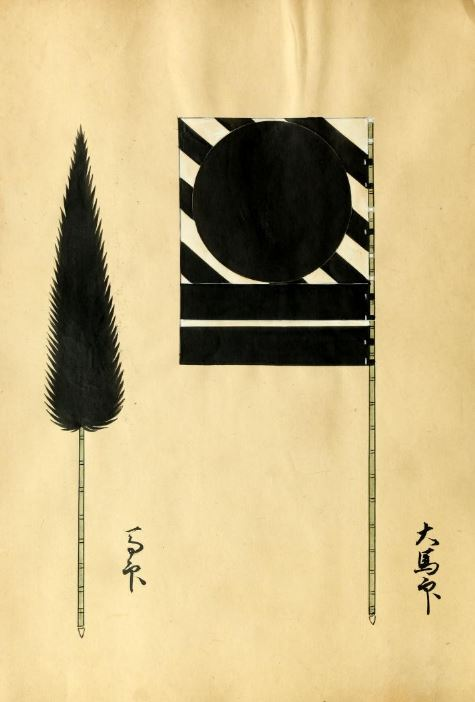
Estandartes de batalla de Shimazu Yoshihiro

Tras la muerte de Toyotomi Hideyoshi en 1598, la tierra se dividió entre los partidarios de Toyotomi que apoyaban a Ishida Mitsunari y los que apoyaban a Tokugawa Ieyasu, lo que finalmente culminó en la Batalla de Sekigahara en 1600. Según las novelas (Rakusuishū 『落穂集』) del Período Edo, inicialmente se suponía que Yoshihiro estaba del lado de Ieyasu. Fue aplastado por el ejército de Ishida Mitsunari a su llegada para rescatar a Torii Mototada durante el asedio del castillo de Fushimi y, después de ser humillado, se puso del lado de Ishida Mitsunari. Sin embargo, investigaciones recientes indicaron que Yoshihiro había elegido ponerse del lado de Mitsunari desde el principio, antes de que Mōri Terumoto anunciara la declaración de guerra contra los Tokugawa en julio de 1600. Yoshihiro también jugó un papel importante como miembro del personal principal de Mitsunari y fue fundamental para persuadir a Uesugi Kagekatsu de aliarse con él.
Yoshihiro hizo que sus tropas hicieran una retirada de combate llamada Sutegamari (捨て奸), donde hasta que un cierto número de hombres muriera manteniendo una posición y repeliendo un ataque, el cuerpo principal del ejército también luchaba. Aunque Toyohisa y la mayor parte de las tropas murieron, la carga y la retirada fueron un éxito con una herida infligida a Ii Naomasa en el proceso. Después de rechazar la persecución, recogió a su esposa en Sumiyoshi en la Provincia de Settsu y regresó a la Provincia de Satsuma en barcos. El historiador japonés Shiramine Jun estudió por qué el clan Shimazu se comportó de manera apática y dedujo que se debía a que Yoshihiro se había involucrado en la lucha de poder entre su hermano Yoshihisa e Ijūin Tadamune. Esto llevó a Yoshihiro a perder el apoyo de Yoshihisa, lo que atrapó a Yoshihiro debido a la falta de apoyo del clan Shimazu.
El 13 de septiembre, Shimazu Yoshihiro dirigió a sus soldados para sitiar el castillo de Sone y bombardearlo con su artillería. Ii Naomasa y Honda Tadakatsu imploraron a Mizuno Katsunari que rechazara a las fuerzas de Shimazu. En respuesta, Katsunari salió con fuerza de salida con su hermano menor, Mizuno Tadatane, para defender el castillo de Sone. Katsunari ordenó a sus artillerías que devolvieran el fuego a la torreta de las artillerías de Shimazu, luego dirigió a su ejército para asaltar la posición de Shimazu y logró vencer al ejército del clan Shimazu, lo que provocó que Yoshihiro se retirara y abandonara el asedio contra el castillo de Sone. Después de vencer a las fuerzas de Shimazu, regresó a Ieyasu para pedir permiso para participar en la batalla principal de Sekigahara que se planeaba para el día siguiente. Sin embargo, Ieyasu ordenó a Katsunari que protegiera el castillo de Sone y vigilara el castillo de Ogaki, que se encontraba cerca y estaba controlado por el ejército occidental leal a Mitsunari. En respuesta, Katsunari llevó a sus tropas a medianoche para rodear el castillo de Ogaki, derrotando a un ejército occidental liderado por Fukuhara Nagataka y quemando la muralla y las ciudadelas exteriores del castillo. Mientras Katsunari quemaba Las ciudadelas exteriores del castillo de Ogaki, El ejército occidental que se encontraba cerca de esa zona, incluido el clan Shimazu que acababa de ser derrotado por el ejército de Katsunari, decidió abortar su plan de entrar porque pensaban que no se podía salvar el castillo de Ogaki. Entonces Yoshihiro decidió retirarse a la Provincia de Ise.
Según los guiones del subordinado de Yoshihiro Kando Kutarō, Yoshihiro se llevaba bien con Mitsunari desde el principio, pero su relación fue distorsionada por los novelistas del Periodo Edo. Se decía que Mitsunari no escuchó ninguno de los planes de Yoshihiro, incluido un ataque nocturno sorpresa el día antes de la batalla real de Sekigahara. El día de la batalla, Yoshihiro y sus 1500 hombres se mantuvieron firmes y no lucharon en absoluto. Después de que el resto del bando de Mitsunari fuera aniquilado, Yoshihiro quedó atrapado entre al menos 30.000 de las tropas de Ieyasu. Ampliamente superado en número, Yoshihiro intentó lanzar una carga contra Ieyasu él mismo, pero después de que su sobrino Shimazu Toyohisa exigiera que no se suicidara por una batalla sin sentido, Yoshihiro en cambio eligió cargar directamente a través de la tropa de Ieyasu para salir al otro lado.

## Muerte

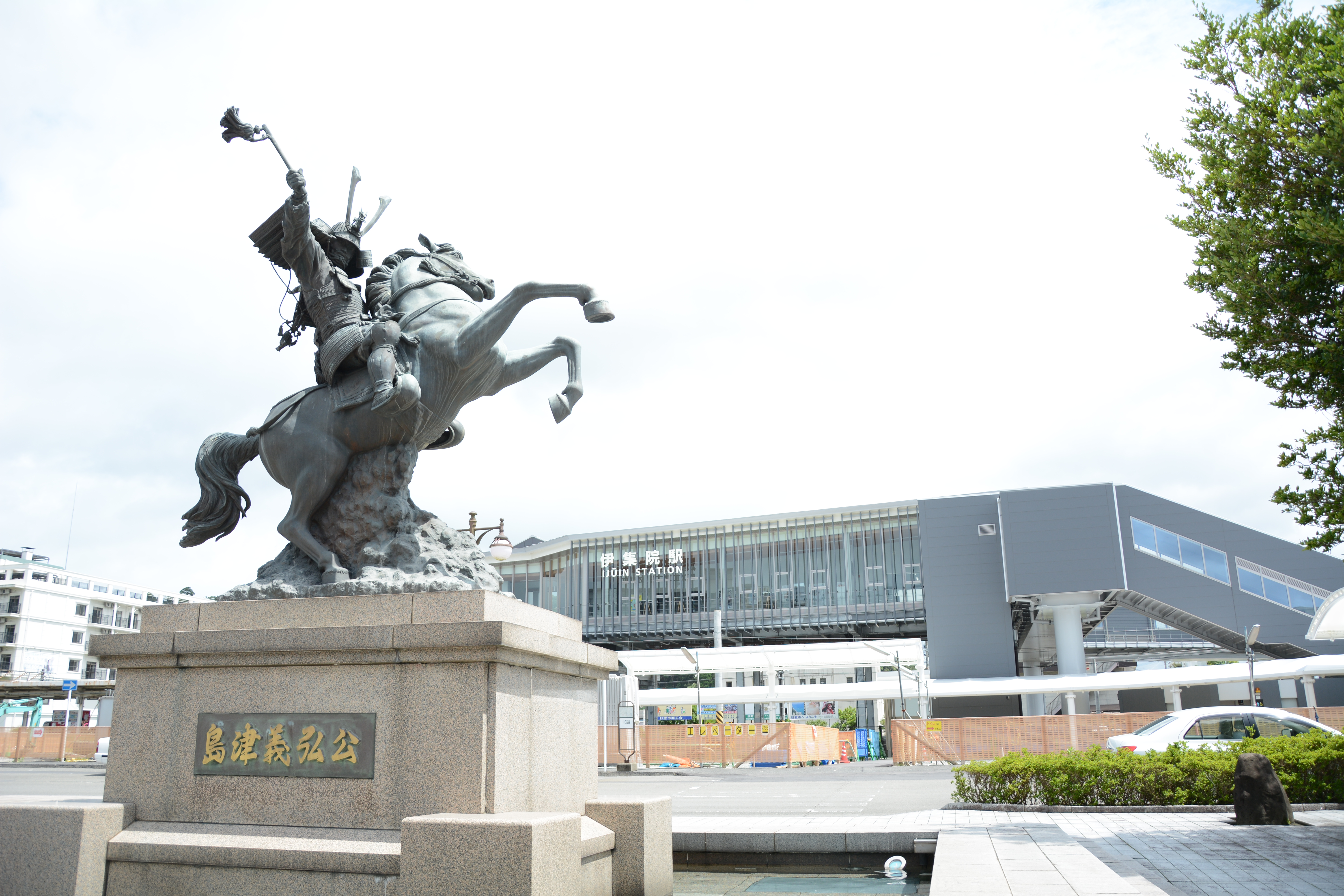
Estatua de Yoshihiro en la estación de Ijūin

En 1602, después de reconocer por qué y cómo se comportaba Yoshihiro en el campo de batalla, Ieyasu hizo que el clan Shimazu conservara su dominio y dejó que el hijo de Yoshihiro Shimazu Tadatsune lo sucediera. Yoshihiro se retiró a Sakurajima y se dedicó a enseñar a las generaciones más jóvenes. Murió en 1619 y varios de sus seguidores que habían luchado junto a él lo siguieron y se suicidaron.

## Familia

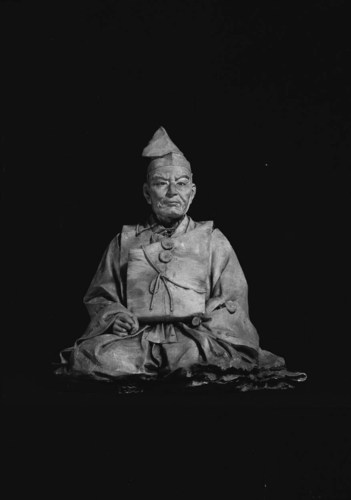
Estatua de Shimazu Yoshihisa

Tradicionalmente se creía que se convirtió en el decimoséptimo jefe del clan Shimazu después de Yoshihisa, pero actualmente se cree que dejó que Yoshihisa mantuviera su posición. Yoshihiro era esencial para el clan Shimazu y tanto Ieyasu como Hideyoshi intentaron dividir el clan tratando bien a Yoshihiro, pero mal al hermano mayor Yoshihisa, lo que no tuvo éxito. Era un devoto budista y construyó un monumento para las tropas enemigas durante la Guerra de Imjin.[cita requerida]

## En la cultura popular
- Es un personaje jugable en Pokémon Conquest (Pokémon + Nobunaga's Ambition en Japón), siendo sus compañeros Pokémon Gurdurr y Conkeldurr.[11]

- También es un personaje jugable en Total War: Shogun 2.

- Es un personaje jugable en la serie de videojuegos Samurai Warriors.

- Es un personaje jugable en la serie de videojuegos Sengoku Basara.

- Es el antagonista principal en Noryang: Deadly Sea y es interpretado por Baek Yoon-sik.